# Arquidiócesis de Winnipeg
La arquidiócesis de Winnipeg (en latín: Archidioecesis Vinnipegen(sis) y en inglés: Roman Catholic Archdiocese of Winnipeg) es una circunscripción eclesiástica latina de la Iglesia católica en Canadá, sede inmediatamente sujeta a la Santa Sede. La arquidiócesis tiene al arzobispo Richard Joseph Gagnon como su ordinario desde el 28 de octubre de 2013. 

## Territorio y organización
La arquidiócesis tiene 116 405 km² y extiende su jurisdicción sobre los fieles católicos de rito latino residentes en la parte sudoccidental de la provincia de Manitoba.
La sede de la arquidiócesis se encuentra en la ciudad de Winnipeg, en donde se halla la Catedral de Santa María.
En 2020 en la arquidiócesis existían 88 parroquias.

## Historia
La arquidiócesis fue erigida el 4 de diciembre de 1915 con la bula Inter praecipuas del papa Benedicto XV, obteniendo el territorio de la arquidiócesis de Saint-Boniface.

## Estadísticas
De acuerdo al Anuario Pontificio 2021 la arquidiócesis tenía a fines de 2020 un total de 166 400 fieles bautizados.
| Año                                                                             | Población            | Población | Población      | Sacerdotes | Sacerdotes    | Sacerdotes    | Bautizados por sacerdote | Diáconos permanentes | Religiosos | Religiosos | Parroquias |
| Año                                                                             | Bautizados católicos | Total     | % de católicos | Total      | Clero secular | Clero regular | Bautizados por sacerdote | Diáconos permanentes | Varones    | Mujeres    | Parroquias |
| ------------------------------------------------------------------------------- | -------------------- | --------- | -------------- | ---------- | ------------- | ------------- | ------------------------ | -------------------- | ---------- | ---------- | ---------- |
| 1950                                                                            | 76 191               | 510 262   | 14.9           | 133        | 67            | 66            | 572                      |                      | 40         | 481        | 64         |
| 1966                                                                            | 95 000               | 575 000   | 16.5           | 180        | 75            | 105           | 527                      |                      | 50         | 516        | 70         |
| 1970                                                                            | 97 500               | 612 956   | 15.9           | 175        | 65            | 110           | 557                      |                      | 117        | 458        | 77         |
| 1976                                                                            | 97 500               | 612 956   | 15.9           | 157        | 57            | 100           | 621                      | 2                    | 114        | 367        | 75         |
| 1980                                                                            | 100 800              | 634 000   | 15.9           | 136        | 50            | 86            | 741                      | 13                   | 98         | 344        | 68         |
| 1990                                                                            | 152 700              | 635 000   | 24.0           | 118        | 54            | 64            | 1294                     | 18                   | 67         | 258        | 146        |
| 1999                                                                            | 170 590              | 667 209   | 25.6           | 89         | 61            | 28            | 1916                     | 19                   | 33         | 173        | 102        |
| 2000                                                                            | 170 590              | 667 209   | 25.6           | 85         | 55            | 30            | 2006                     | 18                   | 33         | 158        | 91         |
| 2001                                                                            | 170 590              | 667 209   | 25.6           | 82         | 55            | 27            | 2080                     | 17                   | 30         | 153        | 91         |
| 2002                                                                            | 170 590              | 667 209   | 25.6           | 86         | 58            | 28            | 1983                     | 16                   | 31         | 142        | 91         |
| 2003                                                                            | 170 590              | 667 209   | 25.6           | 87         | 61            | 26            | 1960                     | 16                   | 29         | 137        | 92         |
| 2004                                                                            | 155 000              | 667 209   | 23.2           | 86         | 60            | 26            | 1802                     | 16                   | 29         | 136        | 92         |
| 2010                                                                            | 166 000              | 707 000   | 23.5           | 86         | 60            | 26            | 1930                     | 19                   | 27         | 113        | 92         |
| 2014                                                                            | 158 095              | 573 095   | 27.6           | 81         | 63            | 18            | 1951                     | 20                   | 20         | 109        | 89         |
| 2017                                                                            | 163 730              | 592 490   | 27.6           | 87         | 65            | 22            | 1881                     | 19                   | 25         | 94         | 88         |
| 2020                                                                            | 166 400              | 604 700   | 27.5           | 78         | 61            | 17            | 2133                     | 22                   | 20         | 44         | 88         |
| Fuente: Catholic-Hierarchy, que a su vez toma los datos del Anuario Pontificio. |                      |           |                |            |               |               |                          |                      |            |            |            |

## Episcopologio
- Arthur Alfred Sinnott † (4 de diciembre de 1915-14 de enero de 1952 renunció[3])
- Philip Francis Pocock † (14 de enero de 1952 por sucesión-18 de febrero de 1961 nombrado arzobispo coadjutor de Toronto[4])
- George Bernard Flahiff, C.S.B. † (10 de marzo de 1961-31 de marzo de 1982 retirado)
- Adam Joseph Exner, O.M.I. (31 de marzo de 1982-25 de mayo de 1991 nombrado arzobispo de Vancouver)
- Leonard James Wall † (25 de febrero de 1992-7 de junio de 2000 retirado)
- James Vernon Weisgerber (7 de junio de 2000-28 de octubre de 2013 retirado)
- Richard Joseph Gagnon, desde el 28 de octubre de 2013